# Baie de Carmarthen
La baie de Carmarthen (gallois : Bae Caerfyrddin) est une baie située sur la côte sud du Pays de Galles. Elle est partiellement incluse dans le territoire du parc national côtier du Pembrokeshire. 
La rivière Loughor se jette dans la baie ainsi que les rivières Towy, Tâf et Gwendraeth (en) qui se retrouvent dans un estuaire commun. L'Île de Caldey de se trouve au large de Tenby.
Une partie de la baie près de Burry Port a servi pour tester des modèles d'éoliennes. Les premières ont été installées en 1982, cinq autres modèles ensuite jusque 1989. Le projet s'est terminé à la fin des années 1990 avec le démantèlement des turbines.

## Source de la traduction
- (en) Cet article est partiellement ou en totalité issu de l’article de Wikipédia en anglais intitulé « Carmarthen Bay » (voir la liste des auteurs).